# Équipe cycliste Fiat France
Pour l'équipe cycliste professionnelle française créée en 1978 et disparue en 1979, voir Équipe cycliste Fiat.
Pour les articles homonymes, voir Fiat (homonymie).
L'équipe cycliste Fiat France était une formation de cyclisme professionnel sur route créée en 1977 et disparue à la fin de la saison avec comme directeur sportif de l'équipe Raphaël Géminiani et Robert Lelangue et comme leader Eddy Merckx.

## Histoire de l'équipe
L'équipe cycliste Fiat a été créée après la disparition de l'équipe cycliste Molteni-Campagnolo en 1976.
L'équipe a été constituée, en très grande partie, avec les coureurs de l'ancienne équipe d'Eddy Merckx avec laquelle il courra son dernier Tour de France.
L'équipe est dissoute à la fin de la saison, servant d'ossature à l'équipe cycliste C&A.

## Composition de l'équipe
| Effectif 1977                                | Effectif 1977     | Effectif 1977 | Effectif 1977                |
| Cycliste                                     | Date de naissance | Pays          | Équipe précédente            |
| -------------------------------------------- | ----------------- | ------------- | ---------------------------- |
| Cees Bal                                     | 21 novembre 1951  | Pays-Bas      | Molteni-Campagnolo (1976)    |
| Robert Bouloux                               | 20 mai 1947       | France        | Jobo-Wolber-La France (1976) |
| Joseph Bruyère                               | 5 octobre 1948    | Belgique      | Molteni-Campagnolo (1976)    |
| Étienne De Beule                             | 20 novembre 1953  | Belgique      | Molteni-Campagnolo (1976)    |
| Ludo Delcroix                                | 28 octobre 1950   | Belgique      | Molteni-Campagnolo (1976)    |
| Joseph Deschoenmaecker                       | 2 octobre 1947    | Belgique      | Molteni-Campagnolo (1976)    |
| Bernard Draux                                | 11 mai 1951       | Belgique      | Molteni-Campagnolo (1976)    |
| Jean-Jacques Fussien (1 janv.–23 août, note) | 21 janvier 1952   | France        |                              |
| Jos Huysmans                                 | 18 décembre 1941  | Belgique      | Molteni-Campagnolo (1976)    |
| Edward Janssens                              | 18 janvier 1946   | Belgique      | Molteni-Campagnolo (1976)    |
| Jacques Martin                               | 16 avril 1952     | Belgique      | Zoppas-Splendor (1976)       |
| Eddy Merckx                                  | 17 juin 1945      | Belgique      | Molteni-Campagnolo (1976)    |
| Frans Mintjens                               | 23 novembre 1946  | Belgique      | Molteni-Campagnolo (1976)    |
| Jean-Luc Molinéris                           | 25 août 1950      | France        |                              |
| Karel Rottiers                               | 7 avril 1953      | Belgique      |                              |
| Patrick Sercu                                | 27 juin 1944      | Belgique      | Brooklyn (1976)              |
| Roger Swerts                                 | 28 décembre 1942  | Belgique      | Molteni-Campagnolo (1976)    |
|                                              |                   |               |                              |
| Source : Cycling Archives                    |                   |               |                              |

note: Jean-Jacques Fussien, mort à l'entraînement